# ران الدارد
ران الدارد (انگلیسی: Ron Eldard؛ زادهٔ ۲۰ فوریهٔ ۱۹۶۵) هنرپیشه اهل ایالات متحده آمریکا است. وی از سال ۱۹۸۹ میلادی تاکنون مشغول فعالیت بوده است. از فیلم‌هایی که او در آن نقش داشته است می‌توان به تاثیر عمیق، سقوط شاهین سیاه، بوی خوش زن، سوپر ۸، جابز، خانه‌ای از شن و مه، خفتگان، کشتی ارواح، معما، آلاسکا، حفرکنندگان، دراپ دد فرد، حرامزاده خارج از کارولینا، فقط یک بوسه و فریدم لند اشاره کرد.